# Ángel Aranda

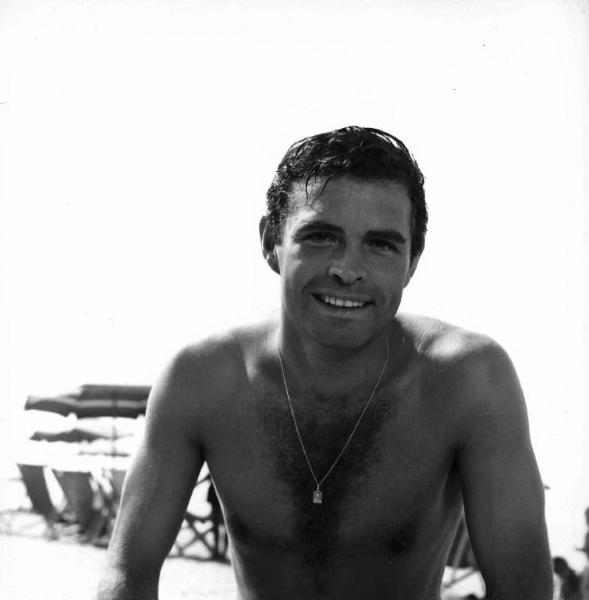
Ángel Aranda

Ángel Aranda (* 18. September 1934 in Jaén; † 21. April 2024) war ein spanischer Filmschauspieler.

## Biografie
Aranda, der zunächst Architektur studierte, spielte zwischen 1955 und 1980 in fast 50 Kinofilmen. Daneben war er als Autor und Schauspieler für das spanische Fernsehen tätig.

## Filmografie (Auswahl)
- 1959: Die letzten Tage von Pompeji (Gli ultimi giorni di Pompei)
- 1959: Molokai, la isla maldita
- 1961: Die Irrfahrten des Herkules (Goliath contro i giganti)
- 1961: Der Koloß von Rhodos (Il colosso di Rodi)
- 1964: Die letzten Zwei vom Rio Bravo (Le pistole non discutono)
- 1965: Planet der Vampire (Terrore nello spazio)
- 1966: El Greco
- 1967: Die Grausamen (I crudeli)
- 1969: La legge della violenza
- 1972: Los buitres cavarán tu fosa
- 1973: Fäuste – Bohnen und… Karate! (Storia di karatè, pugni e fagioli)
- 1973: Die Helden von Afrika (Gli eroi)
- 1973: Todeskreis Libelle (Una libélula para cada muerto)
- 1979: Im Reich der Sinnlichkeit (Una chica llamada Marilyne)
- 1979: Nur drei kamen durch (Contro 4 bandiere)